# Borna Čujić
Borna Čujić (* 3. června 1997 Záhřeb) je chorvatský reprezentant ve sportovním lezení a juniorský mistr světa v boulderingu.

## Výkony a ocenění
- 2016: nominace na světové hry 2017 v polské Vratislavi za první místo na MSJ v boulderingu

### Závodní výsledky
| Mistrovství světa juniorů | Mistrovství světa juniorů | Mistrovství světa juniorů |
| Rok                       | 2015 junioři              | 2016 junioři              |
| ------------------------- | ------------------------- | ------------------------- |
| Obtížnost                 | 39                        | 28                        |
| Rychlost                  | 31                        | 24                        |
| Bouldering                | 17                        | 1                         |

| Mistrovství Evropy juniorů | Mistrovství Evropy juniorů | Mistrovství Evropy juniorů |
| Rok                        | 2015 junioři               | 2016 junioři               |
| -------------------------- | -------------------------- | -------------------------- |
| Bouldering                 | 5                          | 30                         |

| Evropský pohár juniorů | Evropský pohár juniorů |
| Rok                    | 2016 junioři           |
| ---------------------- | ---------------------- |
| Bouldering             | 9                      |
| jednotlivě*            | 30,11,6,13,7           |

- poznámka: nalevo jsou poslední závody v roce

### Skalní lezení
- Strelovod, 8c, Mišja Peč, Slovinsko